# نات روس
نات روس (بالإنجليزية: Nat Ross)‏ هو مخرج أمريكي، ولد في 13 يونيو 1902 في سان فرانسيسكو في الولايات المتحدة، وتوفي في 24 فبراير 1941 في لوس أنجلوس في الولايات المتحدة.

## وصلات خارجية
- نات روس على موقع IMDb (الإنجليزية)
- نات روس على موقع أول موفي (الإنجليزية)
- نات روس على موقع قاعدة بيانات الأفلام السويدية (السويدية)
- نات روس على موقع قاعدة بيانات الفيلم (الإنجليزية)
- نات روس على موقع كينوبويسك (الروسية)